# Ignacio Gutiérrez 2da. Sección
Ignacio Gutiérrez 2da. Sección är en ort i Mexiko.   Den ligger i kommunen Huimanguillo och delstaten Tabasco, i den sydöstra delen av landet, 600 km öster om huvudstaden Mexico City. Ignacio Gutiérrez 2da. Sección ligger 14 meter över havet och antalet invånare är 470.
Terrängen runt Ignacio Gutiérrez 2da. Sección är mycket platt. Runt Ignacio Gutiérrez 2da. Sección är det ganska glesbefolkat, med 45 invånare per kvadratkilometer. Närmaste större samhälle är Pejelagartero 1ra. Sección, 11,5 km norr om Ignacio Gutiérrez 2da. Sección. Trakten runt Ignacio Gutiérrez 2da. Sección består till största delen av jordbruksmark.